# Террі Едвардс
Террі Едвардс (англ. Terry Edwards) — англійський музикант мультиінструменталіст. Грає на трубі, флюгельгорні, саксофоні, гітарі та клавішних.

## Біографія
Террі Едвардс народився 10 серпня 1960 в місті Hornchurch, Ессекс, Англія. Едвардс отримав ступінь з музики в університеті University of East Anglia (UEA) в 1982 році.
У 1980 році в університеті був заснований гурт The Higsons, Террі Едвардс був одним з засновників гурту. Едвардс продюсував і грав на дебютному альбомі гурту Yeah Jazz, Six Lane Ends. Як сесійний музикант Едвардс співпрацював з такими гуртами та виконавцями: 
- Дерек Реймонд (Derek Raymond) — на альбомі Dora Suarez,[3]
- гурт Madness,
- Марк Бедфорд (Mark Bedford),
- гурт Tindersticks,
- гурт Spiritualized,
- Сьюзі Сью (Siouxsie Sioux),
- гурт The Creatures,
- Nick Cave,
- гурт The Jesus and Mary Chain,
- гурт Department S,
- Лідія Ланч (Lydia Lunch),
- гурт Snuff,
- Том Вейтс (Tom Waits),
- гурт Jack,
- гурт The Blockheads,  [4]
- гурт Hot Chip,[5]
- Робін Хічкок (Robyn Hitchcock).

У 1993 році Едвардс приєднався до гурту Gallon Drunk, залишаючись із гуртом протягом запису трьох альбомів. У 1993 році він був запрошеним музикантом для живого виступу PJ Harvey, пізніше у 1997 році він був запрошеним студійним музикантом гурту.
Він співпрацював з Лідією Ланч та був учасником гурту Big Sexy Noise, а також виступав наживо з Ланч поза межами гурту.
Приблизно з 2015 року Едвардс виступає з PJ Harvey і брав участь у записі  альбому The Hope Six Demolition Project, 2016 року.
Він також є учасником гурту The Near Jazz Experience разом з Марком Бедфордом (Mark Bedford) (басист гурту Madness) і Саймоном Чартертоном (Simon Charterton) (барабанщик гурту The Higsons).

## Сольна дискографія

### Альбоми
- New York New York (1985), Izuma — as New York New York
- Dora Suarez (1993), Clawfist — with Derek Raymond and James Johnston
- I Didn't Get Where I Am Today  (1997), Wiiija — Terry Edwards and the Scapegoats
- My Wife Doesn't Understand Me (1997), Artlos/Stim — Terry Edwards and the Scapegoats
- Yesterday's Zeitgeist : Terry Edwards in Concert (1999), Sartorial
- Terry Edwards Presents No Fish Is Too Weird For Her Aquarium Vol. II (2000), Sartorial
- 681 at the Southbank + Plays, Salutes & Executes (2002), Sartorial
- Memory and Madness (2003), Sartorial/Widowspeak — with Lydia Lunch
- Terry Edwards (2005), Sartorial

### Збірники
- Plays Salutes And Executes (1993), Stim
- Terry Edwards' Large Door (18 Tracks From The Golden Age Of Vinyl) (1998), Damaged Goods
- Terry Edwards Presents... Queer Street — No Fish Is Too Weird For Her Aquarium Vol. III (2003), Sartorial

### Міні-альбоми
- Terry Edwards Plays The Music of Jim & William Reid (1991), Stim
- Terry Edwards Salutes The Magic of the Fall (1991), Stim
- Terry Edwards Executes Miles Davis Numbers (1992), Stim
- Boots Off!!, Wiija — Terry Edwards and the Scapegoats

### Сингли
- "Roger Wilson Said" (1983), Urchin — as New York New York
- "I Wanna Be Like You" (1985), Beach Culture — as New York New York
- "Well You Needn't" (1994), Rough Trade
- "Head Up High" (1998), Flighted Miskick — Scousemartins fet. Terry Edwards
- "Girls & Boys" (1988), Damaged Goods — Terry Edwards and the Scapegoats
- "Ice Cream for Crow" (1998), Damaged Goods — Terry Edwards and the Scapegoats
- "Cat People/Gasoline" (2007), Sartorial — Terry Edwards and the Scapegoats, split with Department S
- "Three Blind Mice" (2008), The Orchestra Pit — Terry Edwards and the Scapegoats
- "Boots Off !!!" (2009), Sartorial — Terry Edwards and the Scapegoats, split with Cure-Ator
- "I'll Go Crazy" (2010), Sartorial
- "Let's Surf"/"Old Man's Hands" (2011), Sartorial — Terry Edwards and The Dash/Terry Edwards and Darren Hayman
- "You Won't See Me" (2011), Sartorial — split with Robyn Hitchcock

## Дивіться також
- Hux Records
- List of Peel sessions
- Phoenix Festival
- Wiiija